# Цент Фейхтвангера

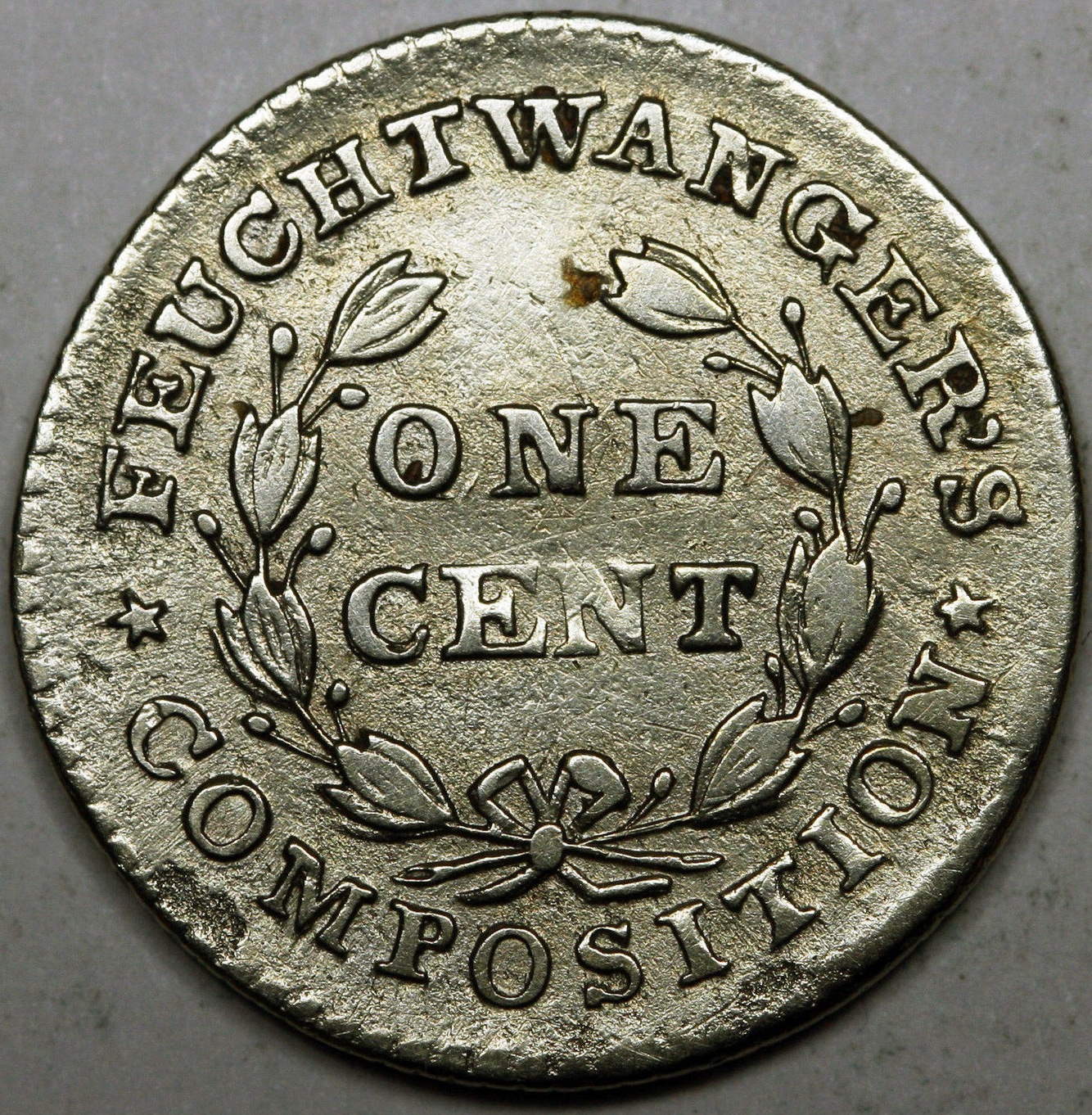
Цент Фейхтвангера 1837 года

Цент Фейхтвангера — частная разменная монета (токен), которую чеканил Льюис Фейхтвангер, химик и аптекарь, в 1830—1840-х годах в США. Самым распространённым номиналом был один цент, гораздо реже чеканились токены в три цента.
Изначально Фейхтвангер отчеканил свои токены как пробные модели для демонстрации не использовавшихся ранее типов металла для чеканки монет. Однако, когда его предложения были отвергнуты, токены позднее использовались во время депрессии 1837—1844 гг. для восполнения нехватки разменной монеты (см. также токен трудных времён).

## История
Льюис Фейхтвангер родился в Фюрте, Бавария 11 января 1805 в еврейской семье. Он получил докторскую степень в Университете Йены, а затем переехал в Нью-Йорк. По профессии он был минералогом, металлургом и химиком; также он работал в качестве врача и был членом ряда научных обществ. Он написал четыре книги по минералогии и химии.
После паники 1837 года, когда возникла нехватка разменной монеты, Фейхтвангер отчеканил жетоны из аржантана (известного также как немецкое серебро или нейзильбер) — сплава из меди, никеля, цинка, олова и тяжелых металлов. Он был значительно дешевле в производстве, чем медь, которая традиционно использовалась для чеканки монет в полцента и цент.
В «тяжёлые времена», период экономической рецессии после роспуска Второго банка Соединённых Штатов, разменные монеты часто оседали у людей, а в обороте их не хватало. В этот период получила хождение суррогатная мелочь частного производства (так называемые токены тяжёлых времён), а также разрезанные и целые серебряные монеты иностранного происхождения. Хотя выпуск суррогатных монет прекратился около 1844 года, лишь в 1857 году Конгресс принял закон, где говорилось, что единственными законными монетами являются отчеканенные на монетном дворе США.
В 1837 году Фейхтвангер представил свои одноцентовые монеты в Конгресс на утверждение в качестве законного платёжного средства, с тем чтобы заменить более дорогие в производстве медные монеты. Это была, вероятно, первая попытка ввести никелевые монеты в США. Конгресс отказал ему, но Фейхтвангер продолжил чеканить свои токены и использовать их в обороте. Лишь в 1864 г. был принят закон о запрете частной чеканки. С 1837 по 1844 г. тысячи центов Фейхтвангера попали в оборот из его нью-йоркской городской аптеки. Коллекционеры различают более десятка различных вариантов.